# Oliver Rauhut
 (janvier 2021).
Oliver Walter Mischa Rauhut, (* 28 janvier 1969) est un paléontologue allemand.

## Biographie
Il est depuis 2007 conservateur de musée, s'occupant de petits vertébrés au musée paléontologique de Munich.
Il est spécialiste de l'évolution des dinosaures et des tétrapodes du Mésozoïque. Il a lui-même décrit plusieurs dinosaures, comme les théropodes Aviatyrannis, Condorraptor, Suchomimus (en tant que coauteur aux côtés de Paul Sereno et d'autres), Xinjiangovenator (avec Xu Xing) et Wiehenvenator, ou le sauropode Brachytrachelopan (avec Kristian Remes, Regina Fechner, Gerardo Cladera et Pablo Puerta). Il a en outre décrit le premier mammifère du Jurassique d'Amérique du Sud, Asfaltomylo (avec T. Martin, Edgardo Ortíz-Jaureguizar et Pablo Puerta).